# Roman Polanski
Raymond Roman Thierry Polański (născut Liebling; n. 18 august 1933, Paris, Franța) este un regizor de film, producător de film, actor și scenarist cu dublă cetățenie: poloneză și franceză. Este câștigător al premiului Oscar pentru cel mai bun regizor pentru filmul Pianistul din 2002. Considerat unul dintre cei mai talentați regizori din anii 1960, Polanski deține unul dintre cele mai ample palmarese din profesia sa: un Urs de Aur în 1966, cinci César pentru cel mai bun regizor între 1980 și 2020, un Palme d'Or în 2002, Oscar pentru cel mai bun regizor în 2003 și Marele Premiu al Festivalului de Film de la Veneția.
Căutat din 1978 de justiția americană pentru un caz de abuz sexual asupra unui minor, Roman Polanski este considerat fugar: condamnat în 1977 la nouăzeci de zile de închisoare, a fost eliberat pentru bună purtare patruzeci și două de zile mai târziu; Judecătorul s-a răzgândit apoi și a declarat că vrea să-l condamne din nou, de data aceasta la o pedeapsă pe o perioadă nedeterminată. Informat de avocatul său, regizorul a părăsit țara în ianuarie 1978 și s-a stabilit în Franța, țară a cărei cetățenie o deținea. De atunci, justiția americană a refuzat să închidă cazul până când regizorul se întoarce în Statele Unite pentru a se prezenta în fața judecătorilor și a încercat de mai multe ori să obțină extrădarea acestuia, fără succes până în prezent.

## Biografie
S-a născut ca Rajmund Roman Liebling, fiul lui Ryszard Liebling și al lui Bula (născută Katz-Przedborska). În 1937 familia sa se întoarce în Polonia, la Cracovia, unde rămân până la începutul celui de al doilea război mondial. Din cauza originilor evreiești, familia sa este închisă în Ghetoul de la Cracovia. Tatăl său va supraviețui, dar mama sa este ucisă în lagărul de la Auschwitz-Birkenau. Roman reușește să scape din ghetou și trăiește ascuns pe tot parcursul războiului. Primele filme le realizează în Polonia comunistă dar în anii 1960 emigrează în Franța. Recunoscut pentru talentul său, realizează mai multe producții hollywoodiene, dar în 1979 fuge din Statele Unite și se stabilește definitiv în Franța, fiind acuzat într-un proces de viol al unei minore. A fost căsătorit de 3 ori și are 2 copii.

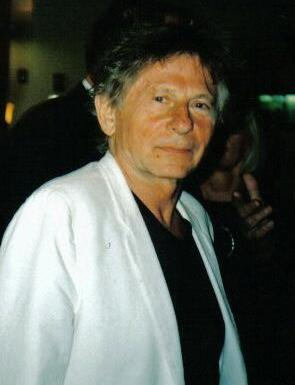
Polanski în 2007

Primele lui scurtmetraje au fost "Doi bărbați și un dulap" (1958) și "Mamifere" (1962), unde a arătat umorul lui "negru" și interesul pentru relațiile umane bizare. Debutul în lungmetraj este marcat de pelicula "Cuțitul în apă" (1962), unul din primele filme poloneze de după război care nu a fost asociat cu tema războiului. Acesta a fost, de asemenea, și primul film din Polonia care a obținut o nominalizare la Oscar pentru cel mai bun film străin. Fiind deja un regizor cunoscut, a părăsit Polonia pentru Franța, unde s-a împrietenit cu tânărul scenarist Gerard Brach, devenind astfel, pentru foarte mult timp, colaboratori. Următoarele două filme, Repulsie (1965) și Fundătura (1966), au fost produse în Anglia și au câștigat argintul, respectiv aurul la Festivalul Internațional de Film de la Berlin. În 1968, Polanski a plecat la Hollywood, unde părea să aibă o carieră promițătoare, dar a trebuit să fugă din Statele Unite ale Americii pentru a evita închisoarea, fiind condamnat pentru violarea unei minore. Filmele sale din anii 1980 și 1990 nu mai se apropie de "operele" sale anterioare. Gheața a spart-o filmul Pianistul (2002) pentru care a luat și Premiul Oscar pentru cel mai bun regizor. Rămâne în atenția criticii și a iubitorilor de filme cu producția nominalizată la Cannes pentru Palm D'Or: Venus în blană realizată în 2013.

## Filmografie

### Regizor
- 1955 Zaczarowany rower (cunoscut și ca Bicycle)
- 1957 Morderstwo (cunoscut și ca A Murderer)
- 1957 Uśmiech zębiczny (cunoscut și ca A Toothful Smile)
- 1957 Rozbijemy zabawę (cunoscut și ca Break Up the Dance)
- 1962 Cuțitul în apă (Nóz w wodzie)
- 1965 Repulsie (Repulsion)*
- 1966 Înfundătura (Cul-de-sac)
- 1967 Dansul vampirilor (The Fearless Vampire Killers or: Pardon Me, Madam, but Your Teeth Are in My Neck, cunoscut și ca Dance of the Vampires)
- 1968 Copilul lui Rosemary (Rosemary's Baby)
- 1971 Macbeth
- 1972 Ce? (Che? cunoscut și ca Diary of Forbidden Dreams)
- 1972 Weekend of a Champion
- 1974 Chinatown
- 1976 Locatarul (Le Locataire)*(Le Locataire)
- 1988 Căutare disperată (Frantic)
- 1992 Luna amară (Bitter Moon)
- 1999 A noua poartă (The Ninth Gate)
- 2002 Pianistul (The Pianist)

*Aceste filme fac parte din 'Trilogia Apartmentul'.

### Actor
- 1953 Trzy opowieści : Genek 'cel mic' (segmentul „Jacek”)
- 1955 Zaczarowany rower : Adas
- 1955 3 starturi (Trzy starty)
- 1955 Rower
- 1955 Generație (Pokolenie) : Mundek
- 1956 Nikodem Dyzma
- 1957 Wraki
- 1957 Koniec nocy
- 1958 Dwaj ludzie z szafą
- 1958 Zadzwońcie do mojej żony?
- 1959 Gdy spadają anioły
- 1959 Lampa - scurtmetraj
- 1959 Gdy spadają anioły (cunoscut și ca When Angels Fall)
- 1959 Lotna, regia Andrzej Wajda : muzicianul
- 1960 Zezowate szczęście
- 1960 Do widzenia, do jutra
- 1960 Niewinni czarodzieje
- 1961 Ostrożnie, Yeti!
- 1961 Gros et le maigre, Le (cunoscut și ca The Fat and the Lean)
- 1961 Samson
- 1961 Ssaki (cunoscut și ca Mammals)
- 1962 Cuțitul în apă (Nóż w wodzie)
- 1964 Les plus belles escroqueries du monde — segmentul: La rivière de diamants
- 1965 Repulsion
- 1967 The Fearless Vampire Killers : Alfred, Abronsius' Assistant
- 1969 The Magic Christian
- 1972 Ce? (Che?) : Mosquito
- 1974 Chinatown
- 1976 Blood for Dracula (Andy Warhol)
- 1976 Le Locataire : Trelkovsky
- 1979 Tess
- 1982 Chassé-croisé
- 1988 Frantic
- 1989 Așteptându-l pe Godot (En attendant Godot, teatru TV) : Lucky
- 1992 Back in the USSR : Kurilov
- 1994 Death and the Maiden
- 1994 Una pura formalità (aka A Pure Formality) : inspectorul
- 1994 Grosse fatigue : Roman Polanski
- 2000 Hommage à Alfred
- 2002 Răzbunarea (Zemsta), regia Andrzej Wajda : Papkin
- 2005 Oliver Twist
- 2007 Oră de vârf 3 (Rush Hour 3), regia Brett Ratner : Detective Revi
- 2007 Caos calmo : Steiner
- 2007 To Each His Own Cinema (segmentul Cinéma erotique)
- 2010 The Ghost Writer
- 2011 Carnage
- 2012 A Therapy (film scurt pentru Prada)
- 2013 Venus in Fur

### Scriitor
- Scenariu pentru A Taste for Women,[19] [Scénario :«Aimez-vous les femmes?»] (1964)
- Scenariu pentru A Day at the Beach (1970) bazat pe romanul din 1962 cu același nume de Simon Heere Heeresma.[20]
- Autobiografie, Roman by Polanski (1985), cunoscut și simplu ca Roman.

| An   | Film                  | Nominalizări la Oscar | Oscar-uri câștigate |
| ---- | --------------------- | --------------------- | ------------------- |
| 1968 | Copilul lui Rosemary* | 2                     | 1                   |
| 1974 | Chinatown             | 11                    | 1                   |
| 1979 | Tess                  | 6                     | 3                   |
| 1986 | Pirates               | 1                     |                     |
| 2002 | Pianistul             | 7                     | 3                   |

## Premii și nominalizări
| An   | Premiu                                              | Categorie                                                                       | Rezultat     |
| ---- | --------------------------------------------------- | ------------------------------------------------------------------------------- | ------------ |
| 1963 | Academy of Motion Picture Arts and Sciences (AMPAS) | Cel mai bun film într-o limbă străină (Cuțitul în apă)                          | Nominalizare |
| 1965 | Festivalul de Film de la Berlin                     | Ursul de argint (Repulsion)                                                     | Câștigat     |
| 1966 | Festivalul de Film de la Berlin                     | Ursul de aur (Cul-de-sac)                                                       | Câștigat     |
| 1968 | Academy of Motion Picture Arts and Sciences         | cea mai bună adaptare de scenariu (Rosemary's Baby)                             | Nominalizare |
| 1974 | Academy of Motion Picture Arts and Sciences         | Premiul Oscar pentru cel mai bun regizor (Chinatown)                            | Nominalizare |
| 1974 | Premiul Globul de Aur                               | Premiul Globul de Aur pentru cel mai bun regizor (Chinatown)                    | Câștigat     |
| 1974 | British Academy of Film and Television Arts (BAFTA) | cel mai bun regizor (Chinatown)                                                 | Câștigat     |
| 1979 | Premiul César                                       | Premiul César pentru cel mai bun film (Tess)                                    | Câștigat     |
| 1979 | Premiul César                                       | Premiul César pentru cel mai bun regizor (Tess)                                 | Câștigat     |
| 1979 | Academy of Motion Picture Arts and Sciences         | Premiul Oscar cel mai bun regizor (Tess)                                        | Nominalizare |
| 1979 | Premiul Globul de Aur                               | Premiul Globul de Aur pentru cel mai bun film străin (Tess)                     | Câștigat     |
| 1979 | Premiul Globul de Aur                               | Premiul Globul de Aur pentru cel mai bun regizor (Tess)                         | Nominalizare |
| 2002 | Cannes Film Festival                                | Palme d'Or (Pianistul)                                                          | Câștigat     |
| 2002 | British Academy of Film and Television Arts (BAFTA) | cel mai bun film; cel mai bun regizor (Pianistul)                               | Câștigat     |
| 2002 | Academy of Motion Picture Arts and Sciences         | Premiul Oscar pentru cel mai bun regizor(Pianistul)                             | Câștigat     |
| 2002 | Premiul César                                       | Premiul César pentru cel mai bun regizor(Pianistul)                             | Câștigat     |
| 2002 | Premiul César                                       | Premiul César pentru cel mai bun film (Pianistul)                               | Câștigat     |
| 2004 | Festivalul Internațional de Film de la Karlovî Varî | Globul de cristal pentru contribuții artistice deosebite în cinema              | Câștigat     |
| 2009 | Festivalul de Film de la Zürich ”Golden Icon Award” | Pentru întreaga carieră                                                         | Câștigat     |
| 2010 | Festivalul de Film de la Berlin                     | Ursul de Argint pentru cel mai bun regizor (The Ghost Writer)                   | Câștigat     |
| 2010 | European Film Awards                                | cel mai bun film; cel mai bun regizor; cel mai bun scenarist (The Ghost Writer) | Câștigat     |
| 2010 | Premiul Lumiere                                     | cel mai bun regizor; cel mai bun scenarist (The Ghost Writer)                   | Câștigat     |
| 2011 | Premiul César                                       | Premiul César pentru cel mai bun regizor (The Ghost Writer)                     | Câștigat     |
| 2011 | Premiul César                                       | Premiul César pentru cel mai bun scenarist (The Ghost Writer)                   | Câștigat     |
| 2014 | Premiul César                                       | Premiul César pentru cel mai bun film (Venus in Fur)                            | În așteptare |
| 2014 | Premiul César                                       | Premiul César pentru cel mai bun regizor(Venus in Fur)                          | În așteptare |
| 2014 | Premiul César                                       | Premiul César pentru cel mai bun scenarist (Venus in Fur)                       | În așteptare |

### Alte premii
New York Film Critics Circle Awards
- 1980: Tess nominalizare — cel mai bun regizor
- 1980: Tess nominalizare — cel mai bun film străin
- 1974: Chinatown nominalizare — cel mai bun film
- 1971: Macbeth nominalizare — cel mai bun regizor
- 1971: Macbeth nominalizare — cel mai bun film
- 1965: Repulsion nominalizare — cel mai bun regizor
- 1965: Repulsion nominalizare — cel mai bun scenarist

Festivalul de Film de la Veneția
- 1966: Cul De Sac nominalizare — National Syndication of Italian Film Journalists
- 1962: Knife in the Water — Premiul Fipresci